# Robert Guérin
Robert Guérin (28. lipnja 1876. – Francuska, 1952.) je bio predsjednik FIFA-e od 1904. do 1906. godine, a ujedno je bio i jedan od njenih osnivača.
Radio je kao novinar u Le Matin novinama, a bio je i tajnik nogometnog komiteta USFSA. Uz to, Robert Guérin je menadžer i osnivač Francuske nogometne reprezentacije od 1904. do 1906. godine.